# Acuitate vizuală
Acuitatea vizuală este capacitatea de a discerne un mic obiect (sau optotip) situat cel mai departe posibil: cu alte cuvinte de a vedea la o distanță fixă (în general cinci metri) un optotip sub cel mai mic unghi posibil.